# Acklins
Acklins – wyspa i dystrykt Bahamów, w południowo-wschodniej części kraju. Według danych z 2022 roku, populacja wynosiła 692 osoby.

## Etymologia
Indianie Lucayan, którzy zamieszkiwali wyspę, nazwali ją Yabaque, co oznacza "wielka zachodnia ziemia".

## Historia
Dystrykt na wyspie został założony przez Lojalistów w późniejszych latach 80. XVIII wieku, gdzie powstawały plantację Bawełny, gdzie pracowało ponad tysiąc niewolników.

## Transport
Na wyspie jest położony Port lotniczy Spring Point.